# Sharwien Tedjoe
Sharwien Tedjoe is een Surinaams zanger en songwriter. Hij maakte deel uit van de muziekformatie Sweet Melodies Forever en ging in 2020 solo verder. Hij zingt in de stijl baithak gana en bracht in 2021 een mashup uit in kawinastijl.

## Biografie
Tedjoe zingt met name in de Hindoestaanse muziekstijl baithak gana en kende zijn grootste hit met Galiyan se galiyan. Van 2017 tot 2020 maakte hij deel uit van de muziekformatie Sweet Melodies Forever. Op 13 juli 2020 nam hij het besluit om de muziek te verlaten, om meer tijd te kunnen besteden aan zijn studie. Hij werd enkele maanden later opgevolgd door Navien Sardjoe.
Drie maanden later maakte Tedjoe zijn comeback. Hij vertelde dat er een grote roep was geweest om terug te komen. Voor zijn comeback maakte hij vanaf de maand augustus 2020 tijd vrij om muziek te schrijven voor een nieuw solo-album, dat hij vanaf medio september opnam in de Maestro Sroetie Ramawadh Studio. Deze lanceerde hij eind oktober onder de titel Sharwien Tedjoe’s fabulous baithak gana Chapter 1. Het album bevat elf nummers, waarvan hij Gaye jo prabhu, Goria lekar ke en Sab se milkar zelf schreef. Muzikale begeleiding kreeg hij van de Meendrut Musicgroup die wordt geleid door de dhool-speler Shainil Binda.
In maart 2021 bracht hij een single uit met de titel Kab ayo ho gori. Het is een mashup van baithak gana-liedjes in de muziekstijl naar de kawina. Het nummer werd gemixt en gemasterd door Devin Beats.